# Takastenus javanus
Takastenus javanus är en stekelart som först beskrevs av Gyöö Viktor Szépligeti 1908.  Takastenus javanus ingår i släktet Takastenus och familjen brokparasitsteklar. Inga underarter finns listade i Catalogue of Life.